# Shake Your Body (Down to the Ground)
Singles de The Jacksons
Blame It on the Boogie
(1978) Destiny
(1979)
Pistes de Destiny
Things I do For You
(3) Destiny
(5)
Shake Your Body (Down to the Ground) est une chanson disco funk interprétée par  The Jacksons, écrite et composée par Michael Jackson et Randy Jackson. Sortie en single le 9 décembre 1978, il s'agit du deuxième extrait de l'album Destiny après Blame It on the Boogie.
La face B du 45 tours est occupée par la chanson That's What You Get (for Being Polite), également extraite de l'album Destiny.
Une version démo de Shake Your Body (Down to the Ground), intitulée Shake a Body, figure dans le coffret Michael Jackson: The Ultimate Collection sorti en 2004. En octobre 2009, on retrouve la chanson dans la compilation posthume This Is It sortie pour la promotion du film homonyme.
Elle été planifiée au programme de la tournée this is it
Prince rendit hommage à Michael Jackson en reprenant le titre à de multiples occasions après sa mort entre 2009 et 2010.

## Crédits
- Écrit, composé et arrangé par Michael Jackson et Randy Jackson
- Produit par The Jacksons
- Chants par Michael Jackson
- Chœurs par Jackie Jackson, Randy Jackson, Tito Jackson et Marlon Jackson
- Arrangements des rythmiques par Greg Phillinganes
- Arrangements des Synthétiseurs par Michael Jackson, Quincy Jones et John Barnes
- Percussions par Paulinho Da Costa
- Batterie par Ed Green
- Claviers et synthétiseurs par Greg Phillinganes et Mike Boddicker

## Liste des titres
| A. | Shake Your Body (Down to the Ground)   | Michael Jackson, Randy Jackson | 3:43 |
| B. | That's What You Get (For Being Polite) | Michael Jackson, Randy Jackson | 4:49 |
| C. | Shake ton bouly                        | S. Sussman                     | 0:19 |

| A. | Shake Your Body (Down to the Ground) | Michael Jackson, Randy Jackson           | 8:37 |
| B. | Blame It on The Boogie               | Mick Jackson, David Jackson, Elmar Krohn | 7:00 |

| A. | Shake Your Body (Down to the Ground) | Michael Jackson, Randy Jackson | 8:40 |
| B. | All Night Dancin'                    | Michael Jackson, Randy Jackson | 6:09 |

## Classements hebdomadaires
| Classement (1979)                      | Meilleure position |
| -------------------------------------- | ------------------ |
| Australie (Kent Music Report)          | 59                 |
| Belgique (Flandre Ultratop 50 Singles) | 6                  |
| Canada (RPM 100 Singles)               | 13                 |
| États-Unis (Billboard Hot 100)         | 7                  |
| États-Unis (Hot R&B/Hip-Hop Songs)     | 3                  |
| Irlande (IRMA)                         | 9                  |
| Nouvelle-Zélande (RMNZ)                | 8                  |
| Pays-Bas (Nederlandse Top 40)          | 3                  |
| Pays-Bas (Single Top 100)              | 3                  |
| Royaume-Uni (UK Singles Chart)         | 4                  |

| Classement (2009)               | Meilleure position |
| ------------------------------- | ------------------ |
| États-Unis (Digital Song Sales) | 50                 |

## Certifications
| Pays                  | Certification |
| --------------------- | ------------- |
| Canada (Music Canada) | Or            |
| États-Unis (RIAA)     | Platine       |
| Royaume-Uni (BPI)     | Argent        |

## Anecdotes
- Dès les premières secondes de la version longue album de Shake Your Body (Down To The Ground), on peut entendre les échos de la chanson précédente, à savoir Things I Do For You.

- Le refrain (« Let's dance/let's shout (shout)/shake your body down to the ground ») a été inspiré par un ad-lib de Got to Give It Up de Marvin Gaye (« Let's dance/let's shout (shout)/gettin' funky's what it's all about »).